# Rourera de Marranó
La Rourera de Marranó és un bosc de roures del Pallars Jussà situat en el terme municipal de Castell de Mur, dins del territori de l'antic terme de Guàrdia de Tremp.
És al nord-est de la vila, entre el tercer i en sisè revolts de la carretera LV-9124 en el primer tram del seu recorregut, abans del punt quilomètric número 1. És al nord-oest del Tros de l'Horta i al sud de la Cabana de Marranó. Una mica més al nord-oest de la Rourera de Marranó hi ha la Cabana del Vicent.